# Crawley
Crawley es una ciudad con estatus de borough en el distrito de West Sussex, Inglaterra. Se encuentra situada a 45 km al sur de Londres y a 29 km al norte de Brighton. Es una ciudad relevante por albergar el segundo mayor aeropuerto del Reino Unido, el Aeropuerto de Gatwick, que desempeña un papel de enorme relevancia en el desarrollo de la economía y la ciudad.

## Historia
Crawley tiene sus orígenes en asentamientos en la Edad de Piedra hace unos 7000 años. Se han hallado evidencias de haber estado habitado en el Neolítico, encontrándose herramientas de esa época, así como trabajos de fundición de la época romana e incluso una espada de la Edad de Bronce.
En el siglo V, los colonos de Sajonia le dieron a este enclave el nombre de Crow's Leah. aunque su nombre ha cambiado considerablemente con el paso del tiempo, la actual nomenclatura ha permanecido invariable desde el siglo XIV.

## Clima
| Clima de Crawley y Gatwick | Clima de Crawley y Gatwick | Clima de Crawley y Gatwick | Clima de Crawley y Gatwick | Clima de Crawley y Gatwick | Clima de Crawley y Gatwick | Clima de Crawley y Gatwick | Clima de Crawley y Gatwick | Clima de Crawley y Gatwick | Clima de Crawley y Gatwick | Clima de Crawley y Gatwick | Clima de Crawley y Gatwick | Clima de Crawley y Gatwick | Clima de Crawley y Gatwick | Clima de Crawley y Gatwick |
| Mes | Ene                        | Feb                        | Mar                        | Abr                        | May                        | Jun                        | Jul                        | Agos                       | Sep                        | Oct                        | Nov                        | Dic                        | Año                        |                            |
| --- | -------------------------- | -------------------------- | -------------------------- | -------------------------- | -------------------------- | -------------------------- | -------------------------- | -------------------------- | -------------------------- | -------------------------- | -------------------------- | -------------------------- | -------------------------- | -------------------------- |
| Promedio temperatura 24 h. °C (°F) | 3.8 (38.8)                 | 4.0 (39.2)                 | 5.8 (42.4)                 | 7.9 (46.2)                 | 11.3 (52.3)                | 14.4 (57.9)                | 16.5 (61.7)                | 16.1 (61.0)                | 13.8 (56.8)                | 10.8 (51.4)                | 6.6 (43.9)                 | 4.7 (40.5)                 | 9.6 (49.3)                 |                            |
| Pluviosidad mm (pulgadas) | 77.7 (3.1)                 | 51.1 (2.0)                 | 60.2 (2.4)                 | 54.1 (2.1)                 | 55.3 (2.2)                 | 56.6 (2.2)                 | 44.8 (1.8)                 | 55.6 (2.2)                 | 67.7 (2.7)                 | 73.2 (2.9)                 | 77.6 (3.1)                 | 78.9 (3.1)                 | 752.1 (29.6)               |                            |
| Atmospheric pressure mbars (pulgadas) | 1007.0 (29.74)             | 1008.5 (29.78)             | 1006.6 (29.72)             | 1008.8 (29.79)             | 1007.4 (29.75)             | 1009.8 (29.82)             | 1010.2 (29.83)             | 1009.9 (29.82)             | 1010.3 (29.83)             | 1008.6 (29.78)             | 1009.4 (29.81)             | 1008.4 (29.78)             | 1008.7 (29.79)             |                            |
| Fuente: WorldClimate (Temperature data) (Rainfall data) (Pressure data) Temperatura y pluviosidad: media de los años 1961–1990. Presión atmosférica: media de los años 1971–1988. Derived from the Global Historical Climatology Network (version 1). |                            |                            |                            |                            |                            |                            |                            |                            |                            |                            |                            |                            |                            |                            |

## Demografía
| Año  | Población |
| ---- | --------- |
| 1901 | 4,433     |
| 1921 | 5,437     |
| 1941 | 7,090     |
| 1961 | 25,550    |
| 1981 | 87,865    |
| 2001 | 99,744    |

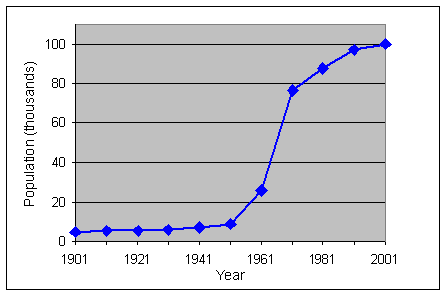
Gráfica de la población de Crawley, West Sussex, entre 1901-2001.

Según el último censo oficial del Reino Unido en 2001, la población de Crawley era de 99.744 habitantes, de los cuales el 51% eran mujeres. La población es el 13.2% de la total del condado de West Sussex. El crecimiento de la población ha sido aproximadamente de un 1.000% en los cincuenta años del periodo 1951–2001, comparado al crecimiento del 99% en el distrito vecino de Horsham.
El borough tiene una población más joven y con más diversidad étnica que el resto del condado, con aproximadamente el 64,5% de personas menores de 45 años, comparado con el 55% en West Sussex, y el 15.5% de habitantes de minorías étnicas, comparado con el 6.5% de todo el condado. Gente de India y Pakistán constituyen el 4,5% y el 3% de la población respectivamente.
Tiene una densidad de 22 personas por hectárea, siendo la segunda mayor densidad en West Sussex, por detrás de Worthing. Aproximadamente el 50% de sus habitantes pertenecen a las clases sociales alta, media alta y media-media.
El porcentaje de personas con estudios universitarios es de alrededor de un 14%, comparado con el 20% del total nacional.

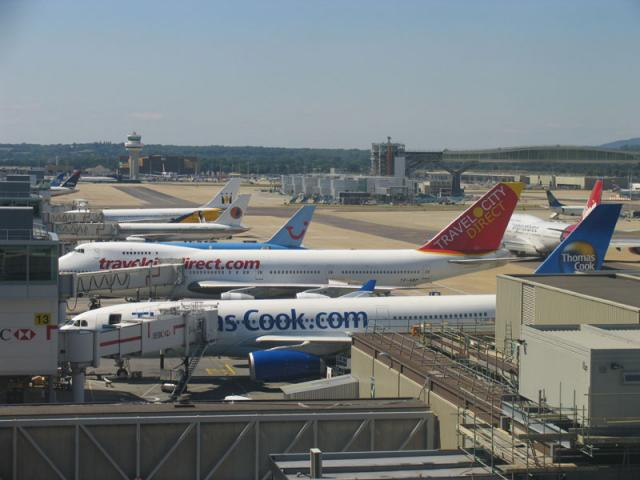
Terminal Sur del Aeropuerto de Gatwick.

### El Aeropuerto de Gatwick
El Aeropuerto de Gatwick se constituyó originalmente como un aeródromo privado en los años 30. Fue usado durante la Segunda Guerra Mundial como base de la RAF, hasta que retomó su uso civil en 1946. A finales de los años 40 hubo propósito de cerrarlo, pero finalmente no fue así. Se cerró en 1956 para una importante reconstrucción que lo convirtiera en un segundo aeropuerto para Londres. Las nuevas instalaciones fueron inauguradas por Su Majestad la Reina Isabel II el 9 de junio de 1958. Una segunda terminal, la Terminal Norte, se inauguró en
1988.

## Personajes célebres
- Stuart Pot (2-D), vocalista ficticio de la banda virtual Gorillaz.
- La banda inglesa The Cure es originaria de esta ciudad.
- Kevin Muscat, futbolista nacionalizado australiano.
- Jacob y Evie Frye, personajes del videojuego Assassin's Creed: Syndicate.
- Actriz Erin Doherty es originaria de esta ciudad.